# Иранская лань
Иранская лань (лат. Dama mesopotamica) — вид парнокопытных животных из рода ланей, распространённый в Передней Азии, родственна европейской лани, раньше считалась ее подвидом.

## Описание
Иранская лань крупнее, чем европейская лань, её рога больше и менее ветвистые. 

## Ареал
На сегодняшний день этот вид практически вымер, иранская лань обитает только на небольшой территории в Хузестане на юге Ирана, в двух небольших заповедниках в Мазендеране на севере Ирана, на севере Израиля и на острове на озере Урмия на северо-западе Ирана и некоторых частях Ирака. Ранее их ареал распространялся от Месопотамии и Египта до Киренаики и Кипра. Для жизни иранские лани предпочитают открытую лесистую местность. В настоящее время их разводят в зоопарках и парках в Иране, Израиле и Германии. Существующая популяция может страдать от инбридинга и отсутствия генетического разнообразия. С 1996 года их успешно реинтродуцируют из питомника в Кармеле в дикую природу на севере Израиля и более 650 особей сейчас живут в Галилее, на горной гряде Кармель и в районе реки Сорек.